# Gal
Gal (Ga, łac. gallium) – pierwiastek chemiczny z bloku p układu okresowego, o liczbie atomowej 31. Jest twardym i kruchym metalem o kolorze srebrzystobiałym. Ma przełam muszlowy podobny do szkła. Topi się w temperaturze 29,76 °C, trzymany w dłoni zamienia się w ciecz.
Występuje w śladowych ilościach w boksycie, kaolinicie i rudach cynku. Na skalę przemysłową uzyskuje się go z boksytu. Niskiej temperaturze topnienia towarzyszy wysoka temperatura wrzenia (2204 °C), dzięki czemu stosuje się go w termometrach wysokotemperaturowych. Stop galu z indem i cyną (galinstan) ma jeszcze niższą temperaturę topnienia (około −20 °C). W przeciwieństwie do rtęci, gal i jego związki nie są trujące. Powszechnie wykorzystywanym związkiem jest arsenek galu, będący półprzewodnikiem, mającym wiele zastosowań.

## Odkrycie
Gal został odkryty w 1875 podczas analizy widmowej błyszczu cynkowego. Francuski chemik Lecoq de Boisbaudran zauważył kilka fioletowych prążków zwiastujących istnienie nieznanego dotąd pierwiastka. W tym samym roku uzyskał wolny gal, poddając elektrolizie amoniakalny roztwór siarczanu galu. Gal wydzielił się na platynowej katodzie.
Istnienie galu, na podstawie prawa okresowości pierwiastków, przewidzieli Dymitr Mendelejew (1869) i Julius Lothar Meyer (1870). Mendelejew nadał mu nazwę ekaglin i trafnie przewidział jego właściwości. Zgadzała się wartościowość (3), taka sama jak glinu. Mendelejew uważał, że masa atomowa będzie wynosić 68, a Boisbaudran stwierdził, że jest ona równa 69,865. Mendelejew twierdził, że ekaglin będzie tworzyć ałuny, co też się potwierdziło. Jedynie podany przez Boisbaudrana ciężar właściwy znacznie różnił się od przewidywań Mendelejewa. Mendelejew zwrócił się listownie do odkrywcy z prośbą o sprawdzenie pomiarów, bowiem ciężar właściwy galu powinien według niego wynosić około 6 g/cm³. Okazało się, że pomiary Boisbaudrana faktycznie były błędne i ciężar właściwy galu wynosi 5,935 g/cm³. Po przeprowadzeniu bardziej precyzyjnych pomiarów, stwierdzono, że wynosi on 5,904 g/cm³.

## Izotopy
Gal ma dwa trwałe izotopy, o masach atomowych 69 i 71. Znane są także dziesiątki izotopów radioaktywnych, o krótkich czasach połowicznego rozpadu. W diagnostyce technikami medycyny nuklearnej wykorzystywane są jego izotopy promieniotwórcze 67Ga i 68Ga.

### Gal-67
Czas połowicznego rozpadu 67Ga wynosi 3,26 dnia. Ulega w 100% wychwytowi elektronu do stabilnego izotopu 67Zn, emitując przy tym promieniowanie gamma. Jest wykorzystywany do obrazowania medycznego techniką SPECT (tomografia emisyjna pojedynczych fotonów). Podawany jest w formie soli nieorganicznych.
W latach 60. XX w. zauważono, że izotop galu 67 wstrzyknięty gryzoniom gromadził się w obrębie guzów nowotworowych, co stało się przyczynkiem do dalszych badań nad wpływem związków galu na nowotwory. Przeprowadzone badania wykazały skuteczność azotanu galu w leczeniu raka pęcherza moczowego oraz chłoniaka. Związki galu zostały uznane za drugie, po związkach platyny, najbardziej efektywne związki metali w terapii przeciwnowotworowej.

### Gal-68
Czas połowicznego rozpadu 68Ga wynosi 67,6 minut. Ulega w 100% rozpadowi β+ do stabilnego izotopu 68Zn. Jest jednym z podstawowych izotopów używanych w diagnostyce metodą PET (pozytonowej tomografii emisyjnej). Jest stosowany od lat 60. XX w., kiedy zostały opracowane pierwsze generatory germanowo-galowe 68Ge/68Ga. Generatory germanowo-galowe znajdują zastosowanie w placówkach medycyny nuklearnej nie posiadających własnego cyklotronu. Zasada działania generatora 68Ge/68Ga jest następująca: izotop macierzysty german-68 (czas połowicznego rozpadu: 271 dni), zaadsorbowany na kolumnę w urządzeniu, ulega rozpadowi przez wychwyt elektronów do galu-68, a powstały w ten sposób izotop galu-68 może zostać eluowany roztworem rozcieńczonego kwasu solnego i wykorzystany do sporządzania docelowego radiofarmaceutyku. Gotowy radiofarmaceutyk 68Ga-DOTATOC składa się z jonu galu-68 skompleksowanego za pomocą chelatora, którym jest zazwyczaj kwas 1,4,7,10-tetraazacyklododekano-N,N′,N″,N‴-tetraoctowy (DOTA) lub jego pochodne, połączonego z oktreotydem, syntetycznym analogiem somatostatyny, wykazującym powinowactwo do receptorów somatostatynowych (SSTR), których zwiększona ekspresja została stwierdzona w przypadku guzów neuroendokrynnych. Zestaw do znakowania radiofarmaceutyku 68Ga DOTATOC został w 2016 roku zarejestrowany w Europie. Innym przykładem radiofarmaceutyku wykorzystującego izotop galu-68 jest 68Ga PSMA-11, stosowany do diagnostyki raka prostaty wykorzystujący liniowy chelator HBED oraz peptyd wykazujący powinowactwo do antygenu błonowego swoistego dla prostaty (PSMA), którego znacznie zwiększona ekspresja jest charakterystyczna dla tego schorzenia. Ze względu na ograniczenia generatorów 68Ge/68Ga (takich jak wysoki koszt zakupu, krótki termin ważności, niska aktywność otrzymanego izotopu), liczba badań PET z użyciem radiofarmaceutyków na bazie galu-68 nie spełnia zapotrzebowania rynku. Dlatego na początku XXI w. podjęto próby uzyskania tego izotopu za pomocą cyklotronów medycznych poprzez napromieniowanie protonami cynku-68 w reakcji jądrowej 68Zn(p,n)68Ga. Otrzymany tą metodą izotop cynku-68 jest następnie oddzielany od materiału tarczowego z wykorzystaniem złóż chelatujących, a następnie zostaje poddany formulacji jako prekursor do radioznakowania. Izotop galu-68 pochodzenia generatorowego w porównaniu z izotopem galu-68 pochodzenia cyklotronowego różni się poziomem zanieczyszczeń radionuklidowych. W eluacie generatora germanowo-galowego możliwa jest obecność niewielkich ilości (< 0,001%) izotopu macierzystego germanu-68 (68Ge), w izotopie produkcji cyklotronowej takie zanieczyszczenie nie występuje, natomiast mogą występować pewne ilości zanieczyszczeń radionuklidowych pochodzących z procesu naświetlania materiału tarczowego. Materiałem tarczowym do produkcji galu-68 jest chemicznie czysty cynk, wysoko wzbogacony w izotop 68, oraz niewielki procent pozostałych stabilnych izotopów cynku, które w procesie naświetlania ulegają przemianom jądrowym do izotopów 66Ga oraz 67Ga. W 2021 roku Uniwersytet w Coimbrze uzyskał pierwsze na świecie pozwolenie na produkcję oraz późniejszą dystrybucję do zastosowań w diagnostyce onkologicznej galu-68 otrzymywanego metodą tarczy stałej w cyklotronie. Wyniki badań klinicznych opublikowanych w 2022 r. potwierdziły, że izotop galu-68 otrzymywany nową metodą jest odpowiedni do zastosowań klinicznego i nie wpływa na jakość sporządzanych preparatów radiofarmaceutycznych.

## Właściwości
Pierwiastkowy występuje w przyrodzie w ilości 0,0005% wagowo. Można go łatwo uzyskać poprzez wytapianie.
Bardzo czysty gal ma srebrzysty kolor. Należy unikać przechowywania go w pojemnikach ze szkła, ponieważ rozszerza się podczas krzepnięcia o ok. 3,1%. Podobnie jak rtęć, gal w stanie ciekłym tworzy spontanicznie stopy z wieloma innymi metalami, dlatego nie należy go przechowywać również w metalowych pojemnikach, w związku z czym przechowuje się go w pojemnikach polietylenowych.
Niska temperatura topnienia (ok. 29,8 °C) pozwala na roztopienie galu poprzez trzymanie go w dłoni. W stanie ciekłym ma tendencję do przechładzania się, do krystalizacji potrzebny jest zarodek krystalizacji. Gal jest jednym z niewielu metali (obok fransu, rubidu, cezu czy rtęci), które są ciekłe w temperaturze zbliżonej do pokojowej. W związku z tym znajduje zastosowanie przy produkcji wysokotemperaturowych termometrów. Gal ma także bardzo wysoką (w porównaniu z temperaturą topnienia) temperaturę wrzenia (i bardzo niską prężność pary). W przeciwieństwie do rtęci, ciekły gal zwilża szkło i skórę, przez co praca z nim może być niewygodna, lecz nie jest trujący.
Gal krystalizuje w układzie rombowym o unikatowej strukturze, w której każdy atom ma bliskiego sąsiada w odległości 244 pm i 3 pary dalszych atomów oddalonych o 270–280 pm. Jest to struktura, której nie przyjmuje żaden inny metal, natomiast przypomina strukturę krystaliczną jodu. Wiązania pomiędzy najbliższymi atomami mają charakter kowalencyjny, w związku z czym podstawowymi cząsteczkami budującymi kryształy galu są dimery Ga
2.
Gal powoli roztwarza się w mocnych kwasach i zasadach.
Fluorek, arsenek i fosforek galu mają własności półprzewodnikowe. Domieszkuje się nimi krzem stosowany w przemyśle elektronicznym. Warstwy z arsenku galu stosuje się w układach scalonych typu MMIC.

## Zastosowania
- jako domieszka przy produkcji półprzewodników i tranzystorów
- do produkcji luster (gdyż zwilża szkło)
- jako substancja wspomagająca zobrazowanie w diagnostyce medycznej
- przy produkcji stopów niskotopliwych
- do polepszania właściwości spoiw lutowniczych
- do produkcji termometrów wysokotemperaturowych
- jako katalizator w produkcji wodoru z wody metodą utleniania glinu
- do sztuczek iluzjonistycznych typu zginanie łyżeczek w dłoni
- jako substancja polepszająca rozpraszanie ciepła w chłodzeniu układów elektronicznych

Stop galu, indu i cyny (galinstan) bywa stosowany w termometrach lekarskich – jego temperatura topnienia wynosi około −20 °C.

### Zastosowania medyczne związków galu
Izotopy 67Ga i 68Ga są stosowane w obrazowaniu medycznym. Jony galu działają jako mimetyki żelaza, przez co znalazły zastosowanie w terapii nowotworów. Związki galu mają też działania przeciwbakteryjne. Ponieważ bakterie nie mogą nabyć oporności na działanie tych związków, przypuszcza się, że mogą one zastąpić w przyszłości kurację antybiotykową. Ponadto związki galu wykazują działanie przeciwzapalne oraz są stosowane w leczeniu hiperkalcemii związanej z nowotworami.